# Elasmoscelis utukurensis
Elasmoscelis utukurensis är en insektsart som beskrevs av Synave 1962. Elasmoscelis utukurensis ingår i släktet Elasmoscelis och familjen Lophopidae. Inga underarter finns listade i Catalogue of Life.